# Gustav Wais
Gustav Wais (* 11. August 1883 in Stuttgart; † 26. Juni 1961) war ein deutscher Journalist, Denkmalpfleger und Heimatforscher.

## Werdegang
Gustav Wais arbeitete 33 Jahre lang in Stuttgart als Redakteur bei der „Stuttgarter Morgenpost“ und beim Neuen Tagblatt sowie als Herausgeber der „Württembergischen Pressekorrespondenz“ und als Leiter der Telegraphen-Union Stuttgart. 1936 erteilten die Nationalsozialisten ihm Berufsverbot aufgrund seiner Freundschaft mit dem streitbaren württembergischen Landesbischof Theophil Wurm. Trotz des Schreibverbots erschienen einige unverfänglich erscheinende Artikel, so veröffentlichte beispielsweise der Schwäbische Merkur seine Streifzüge durch die Landesgeschichte in seiner Sonntagsbeilage.
Infolge seines Berufsverbots 1936 widmete sich Gustav Wais einer alten Liebhaberei, der Bau- und Stadtgeschichte Stuttgarts, und brachte bereits fünf Jahre später ein Standardwerk Alt-Stuttgart. Die ältesten Bauten, Ansichten und Stadtpläne bis 1800 heraus.
Nach dem Ende des Zweiten Weltkriegs, noch 1945, wurde Gustav Wais im Auftrag der Alliierten Kontrollkommission von Oberbürgermeister Arnulf Klett zum Vorsitzenden der „Städtischen Kommission zur Erhaltung von Bauwerken und Kunstdenkmalen“ berufen und der damalige Kult(us)minister Theodor Heuss ernannte ihn zum Direktor des württembergischen Landesamts für Denkmalpflege. Bis zur Erreichung der Altersgrenze 1948 behielt er diese Position. Im Ruhestand widmete er sich wieder verstärkt der schriftstellerischen Arbeit, in fast jedem Jahr erschien ein Standardwerk zur Stuttgarter Stadtgeschichte. Als er 1961 starb, sagte Oberbürgermeister Arnulf Klett in seiner Grabrede: „Er war ein guter Bürger Stuttgarts“.

## Ehrungen
- Ernennung zum Professor
- 1952: Verdienstkreuz am Bande der Bundesrepublik Deutschland

## Wirken
Für die Stuttgarter Stadtgeschichte sind die Bücher über das historische Stuttgart und die dort von ihm edierten Stadtpläne und historischen Aufnahmen von unschätzbarem Wert. Als Denkmalpfleger nach dem Krieg sah er seine Hauptaufgabe darin, zerstörte Bauwerke zu sichern und auf ihre Wiederherstellung zu drängen. Gemeinsam mit Hauptkonservator Richard Schmidt rettete er zahlreiche Baudenkmale vor dem endgültigen Verlust.
Besondere Verdienste hat er sich bei der Wiederherstellung der Schlosskirche 1946 und der Erhaltung der Leonhardskirche und ihrer Kreuzigungsgruppe 1947 erworben. Für die Sicherung des Chors der Hospitalkirche hat er persönlich Zement und Holz von der Militärregierung erwirkt. Für die Stiftskirche gründete er 1949 ein Wiederaufbau-Komitee, das viele private Spenden gewinnen konnte. Darüber hinaus hat er sich nachdrücklich für das Alte Schloss, das Alte Steinhaus, das Gustav-Siegle-Haus, den Hoppenlau-Friedhof und die Liederhalle eingesetzt. Ihm ist wesentlich die Einrichtung des Städtischen Lapidariums in der Mörikestraße zu verdanken, in dem stadtgeschichtlich bedeutsame Architekturteile aus Ruinen zerstörter Gebäude aufgestellt worden sind.

## Veröffentlichungen
Bücher
- Alt-Stuttgart. Die ältesten Bauten, Ansichten und Stadtpläne bis 1800; mit stadtgeschichtlichen, baugeschichtlichen und kunstgeschichtlichen Erläuterungen. F. Krais, Stuttgart 1941.
  - Neuauflage. Deutsche Verlags-Anstalt, Stuttgart 1954.
- Alt-Stuttgarts Bauten im Bild: 640 Bilder, darunter 2 farbige, mit stadtgeschichtlichen, baugeschichtlichen und kunstgeschichtlichen Erläuterungen. Deutsche Verlags-Anstalt, Stuttgart 1951, Nachdruck Weidlich, Frankfurt am Main 1977, ISBN 3-8035-8918-5.
- Gustav Wais (Herausgeber); Adolf Diehl: Die Stuttgarter Stiftskirche. Mit einer Baugeschichte von Adolf Diehl. Kohlhammer, Stuttgart 1952.
- Stuttgarts Kunst- und Kulturdenkmale. 25 Bilder mit stadtgeschichtlichen, baugeschichtlichen und kunstgeschichtlichen Erläuterungen. Kohlhammer, Stuttgart 1954.
- Die Schiller-Stadt Stuttgart. Eine Darstellung der Schiller-Stätten in Stuttgart. Kohlhammer, Stuttgart 1955.
- Stuttgart im neunzehnten Jahrhundert. 150 Bilder mit stadtgeschichtlichen, baugeschichtlichen und kunstgeschichtlichen Erläuterungen. Deutsche Verlags-Anstalt, Stuttgart 1955.
- Die St.-Leonhardskirche und die Hospitalkirche zu Stuttgart: eine Darstellung der beiden gotischen Kirchen mit baugeschichtlichen und kunstgeschichtlichen Erläuterungen. Deutsche Verlags-Anstalt, Stuttgart 1956.
- Stuttgart vor der Zerstörung. 134 Bilder mit stadtgeschichtlichen, baugeschichtlichen und kunstgeschichtlichen Erläuterungen. Deutsche Verlags-Anstalt, Stuttgart 1958, 2. Auflage 1959.

Aufsätze
Siehe Liste der Aufsätze von Gustav Wais.